# Alonso Fernández de Córdoba y Figueroa
Alonso Fernández de Córdoba y Figueroa (Montilla, 21 de setembre de 1653- Madrid, 19 de setembre de 1699), citat també amb el nom d'Alfonso i conegut com a Alonso de Aguilar o simplement com a cardenal Córdoba, va ser un noble i religiós espanyol, cardenal prevere de l'Església Catòlica sense títol. Va exercir diversos càrrecs en el si de la cort del rei Carles II, entre els quals membre del Consell de les Ordes, comissari general de Croada i conseller d'Estat. Al final de la seva vida va ser nomenat inquisidor general, sense arribar a prendre possessió del càrrec a causa de la seva mort, que segons els rumors de l'època podria haver estat provocada i efecte de les intrigues cortesanes.

## Biografia
Fou de família noble, del llinatge dels Fernández de Córdoba, fill de Luis Ignacio Fernández de Córdoba y Enríquez de Ribera, VI marquès de Priego i VI duc de Feria, i Mariana Fernández de Córdoba-Cardona y Aragón. Era habitual que signés amb el cognom «de Aguilar», fruit d'una tradició que s'havia mantingut en els fills segons de la seva família de cognomenar-se així en record d'Alonso de Aguilar, un avantpassat que va morir combatent contra els moriscos en la rebel·lió de les Alpujarras durant l'època dels Reis Catòlics.
Iniciat en els estudis de ben jove, va arribar a estudiar al Col·legi Major de Conca de la Universitat de Salamanca, on, segons Rojas y Contreras, va viure la pèrdua d'un prelat del qual esperava molt pel seu talent. Després va esdevenir ardiaca a Plasència i canonge a la catedral de Còrdova, càrrec que posteriorment va abandonar, per rebre del seu oncle, el duc de Sesa, el d'abat a l'abadia de Rute, reservat als fills segons de la família. També va ser administrador de la comanadoria de Medina de las Torres de l'Orde de Santiago.

### A la cort de Carles II
Va estar present a la cort de l'època, Carles II li va atorgar la fiscalia del Consell dels Ordes, del qual va passar a formar part permanentment, i en un moment donat va ser també comissari general de Croada. Tanmateix, al llarg de la seva vida va rebutjar ocupar seus episcopals. Al cap d'uns anys, anava a ser creat cardenal, però la seva carrera es va veure truncada temporalment per l'acció del comte d'Orpesa, privat del monarca, que va afavorir un altre religiós, fra Pedro de Salazar. No obstant això, va obtenir finalment el cardenalat a instàncies de Carles II durant el consistori papal del 22 de juliol de 1697, atorgat per Innocenci XII en la segona tongada de creacions. El papa li va enviar el birreta vermella corresponent a la seva dignitat, però Fernández de Córdoba mai no va arribar a viatjar a Roma per tal de rebre el títol i les butlles cardenalícies i, per tant, no va tenir cap títol de cardenal.
D'altra banda, es va veure immers en el conflicte per la successió de Carles II, en el qual va tenir un gran protagonisme el confessor reial Froilán Díaz de Llanos, qui havia dut a terme tota una sèrie d'exorcismes en el cos del monarca. El cardenal Fernández de Córdoba es va veure afavorit i sancionat pel bàndol profrancès i pel mateix confessor per a ser nomenat inquisidor general d'Espanya el 5 de setembre de 1699. Aquest nomenament també va ser petició expressa de Carles II, que volia aclarir el tema dels seus encantaments, i va fer aquesta petició en contra dels desitjos de la seva dona, la reina Marianna de Neuburg. La reina es trobava també plenament immersa en el conflicte per la successió i se la va relacionar amb les morts de l'anterior inquisidor general Joan Tomàs de Rocabertí, que havia recomanat el nomenament de Froilán Díaz, i la mort del mateix cardenal Córdoba, del qual havia acceptat el nomenament com a inquisidor general a disgust perquè la reina pretenia instal·lar en el càrrec el valencià Antoni Folch de Cardona.

### Mort
Creient que la culpa de l'encantament i, per tant, de la seva impotència, era de la reina i de l'almirall de Castella, Juan Tomás Enríquez va manar empresonar aquest darrer, malgrat que era el seu cunyat. Encara que els primers dies va actuar en conseqüència amb la seva visió del cas, al cap de pocs dies d'haver estat confirmat inquisidor pel papa, el cardenal va morir al carrer de Tres Cruces de Madrid sense arribar a prendre possessió del càrrec. Segons José Antonio Escudero, va morir abans de l'arribada de la confirmació papal. La seva mort està envoltada de circumstàncies estranyes enmig dels conflictes per a nomenar el successor en el testament del darrer monarca de la dinastia dels Àustries. Els rumors deien que havia mort per un verí que li haurien subministrat a través d'una cissura d'una sagnia que se li havia practicat anteriorment. D'altra banda, també s'afirma que la seva mort va ser a causa de disenteria.
El cardenal va fer-se enterrar al madrileny convent de la Merced Descalza. Abans de la seva mort, havia donat poders per testar a Juana Fernández de Córdoba, duquessa de Gandia, i altres senyors nobles. Foren testamentaris el seu espòs, el duc Carlos Francisco de Borja, el marquès de Priego i altres personalitats.

## Honors
Cavaller i comanador de l'Orde d'Alcántara